# Красавица и уродина
«Красавица и уродина» (англ. The Hottie and the Nottie) — американская комедия 2008 года.

## Сюжет
Нэйт Купер — молодой человек, у которого как-то всё не складывается с женщинами. Однажды он отправляется на пляжи Калифорнии, чтобы встретиться со своим старым другом, Арно. Там он узнаёт, что неподалёку проживает его школьная любовь, красавица Кристабель, которая до сих пор одинока. Причина этого выясняется быстро: она повсюду водит с собой свою подругу Джун, которая невероятно отвратительна внешне.
Нэйт встречается с Кристабель, и она, в принципе, готова к серьёзным отношениям с ним, но с одним условием: Джун также должна найти себе молодого человека. Нэйт пытается всячески наладить личную жизнь уродливой подружки своей любимой, но у него ничего не выходит: парни отказываются встречаться с ней даже за деньги. Тогда Нэйт находит стилиста, который берётся сделать красотку из «гадкого утёнка». Новая причёска, одежда, макияж — и Нэйт постепенно понимает, что девушка его мечты — это именно Джун, а вовсе не Кристабель.

## В ролях
- Пэрис Хилтон — Кристабель Эбботт
- Джоэл Дэвид Мур — Нэйт Купер
- Кристин Лакин — Джун Фигг
- Грег Уилсон — Арно Блаунт
- Рон Браунли — миссис Блаунт
- Йохан Урб — Йохан Ульрих
- Кэтрин Фиоре — Джейн

## Критика
Критиками фильм был воспринят резко негативно.
- Rotten Tomatoes — 5 % по результатам 62 отзывов. «Тупая, предсказуемая, плохо снятая, грубая комедия, служащая ничтожной цели: воздвигнуть ещё один монумент тщеславию Пэрис Хилтон»[1].
- IGN — 0 звёзд. «Этот фильм — настоящая проблема, потому что просто нет слов, чтобы адекватно выразить, насколько он неуклюж, банален и груб от начала до конца»[2].
- Metacritic — 7 % по результатам 18 отзывов. «Высказано крайнее отвращение»[3].
- Rolling Stone — 0,5 звёзд. «Большая глупость со стороны Хилтон вновь появиться на экране после „Дома восковых фигур“»[4].
- The Village Voice — «тупой, лицемерный, безвкусный, бездуховный, вульгарный, идиотский, скучный, небрежный и очень-очень несмешной фильм»[5].
- Джеймс Берардинелли[англ.] — «фильм так же смешон, как сцена анального изнасилования в „Зоне военных действий“»[6].
- Ричард Роупер — «мучительный, невыносимо ужасный фильм… ни у кого из снимавшихся в нём не должно быть дальнейшей карьеры в кино»[7].
- Марк Кермод (Би-би-си) — «фашистский евгенистический трактат… это омерзительно»[8].
- англ. Newsday — 2 звезды. «Фильм не хуже многих комедий, ориентированных на молодёжную аудиторию. Эти ленты часто обращаются к зрителям через жестокость и грубость».
- Фильм входил в несколько «Списков худших фильмов 2008 года», в том числе в The Times[9], New York Post[10], англ. The Star-Ledger[11], англ. The Tart и англ. Metromix[12].

## Факты
- Фильм провалился в прокате: при бюджете в $9 млн в прокате по всему миру он собрал чуть более полутора млн долларов. В первый уикенд показа он собрал в США $27 696 в 111 кинотеатрах, то есть меньше $250 с кинотеатра[13]. За уикенд в одном кинотеатре ленту посмотрели 35 зрителей, то есть на каждом сеансе было, в среднем, по пять человек[14].
- Реклама фильма в Великобритании гласила: «Фильм номер один» (англ. The Number One Film), при этом надпись мелким шрифтом добавляла «…в рейтинге худших фильмов по версии IMDB» (англ. on the IMDb Bottom 100). В этой стране сборы составили $34 231 в 28 кинотеатрах.
- В 2008—2010 гг. фильм номинировался на 7 различных худших наград и выиграл 3 из них: «худшая актриса» и «худший актёрский дуэт» в 2009 году, и «худшая женская роль за прошедшее десятилетие» в 2010 году[15].
- Фильм был снят менее чем за 5 недель[16].

## Премьерный показ в разных странах
Список релизов:
- США — 8 февраля 2008 (ограниченный показ)
- Россия — 21 февраля 2008
- Украина — 28 февраля 2008
- Великобритания — 28 марта 2008
- Сингапур — 17 апреля 2008
- Турция — 2 мая 2008
- Таиланд — 5 июня 2008
- Филиппины — 25 июня 2008
- Австралия — 21 июля 2008 (выход на DVD)
- Хорватия — 24 июля 2008
- Исландия — 28 августа (выход на DVD)
- Финляндия — 3 сентября 2008 (выход на DVD)
- Греция — 22 сентября 2008 (выход на DVD)
- Венгрия — 21 октября 2008 (выход на DVD)
- Нидерланды — 18 ноября 2008 (выход на DVD)